# Pologne aux Jeux olympiques d'été de 2020
La Pologne participe aux Jeux olympiques de 2020 à Tokyo au Japon. Il s'agit de sa 21e participation à des Jeux d'été.

## Athlètes engagés
Voici la liste des qualifiés et sélectionnés polonais par sport (remplaçants compris) :
| Sport              | Hommes | Femmes | Total |
| ------------------ | ------ | ------ | ----- |
| Athlétisme         | 31     | 32     | 63    |
| Aviron             | 12     | 8      | 20    |
| Basket-ball 3x3    | 4      | 0      | 4     |
| Boxe               | 1      | 3      | 4     |
| Canoë-kayak        | 5      | 8      | 13    |
| Cyclisme           | 9      | 8      | 17    |
| Équitation         | 1      | 2      | 3     |
| Escalade           | 0      | 1      | 1     |
| Escrime            | 0      | 4      | 4     |
| Golf               | 1      | 0      | 1     |
| Gymnastique        | 0      | 1      | 1     |
| Haltérophilie      | 2      | 1      | 3     |
| Judo               | 2      | 4      | 6     |
| Lutte              | 3      | 3      | 6     |
| Natation           | 13     | 4      | 17    |
| Pentathlon moderne | 2      | 1      | 3     |
| Skateboard         | 0      | 1      | 1     |
| Taekwondo          | 0      | 2      | 2     |
| Tennis             | 3      | 3      | 6     |
| Tennis de table    | 0      | 3      | 3     |
| Tir                | 1      | 4      | 5     |
| Tir à l'arc        | 1      | 1      | 2     |
| Voile              | 3      | 6      | 9     |
| Volley-ball        | 16     | 0      | 16    |
| Total              | 110    | 100    | 210   |

## Médaillés
| Sport      | Discipline                 | Athlète(s)                                                                | Performance       | Date       |
| ---------- | -------------------------- | ------------------------------------------------------------------------- | ----------------- | ---------- |
| Athlétisme | Relais 4 × 400 m mixte     | Karol Zalewski Natalia Kaczmarek Justyna Święty-Ersetic Kajetan Duszyński | 3 min 9 s 87 (OR) | 31 juillet |
| Athlétisme | Lancer du marteau féminin  | Anita Włodarczyk                                                          | 78,48 m           | 3 août     |
| Athlétisme | Lancer du marteau masculin | Wojciech Nowicki                                                          | 82,52 m           | 4 août     |
| Athlétisme | 50 km marche               | Dawid Tomala                                                              | 3 min 50 s 08     | 6 août     |

| Sport       | Discipline                  | Athlète(s)                                                                           | Performance    | Date       |
| ----------- | --------------------------- | ------------------------------------------------------------------------------------ | -------------- | ---------- |
| Athlétisme  | Lancer du javelot féminin   | Maria Andrejczyk                                                                     | 64,61 m        | 6 août     |
| Athlétisme  | Relais 4 × 400 m féminin    | Małgorzata Hołub-Kowalik Natalia Kaczmarek Iga Baumgart-Witan Justyna Święty-Ersetic | 3 min 20 s 53  | 7 août     |
| Aviron      | Quatre sans barreur féminin | Agnieszka Kobus-Zawojska Maria Sajdak Marta Wieliczko Katarzyna Zillmann             | 6 min 29 s 95  | 28 juillet |
| Canoë-kayak | K-2 500 m femmes            | Karolina Naja Anna Puławska                                                          | 1 min 36 s 753 | 3 août     |
| Voile       | 470 femmes                  | Agnieszka Skrzypulec Jolanta Ogar                                                    | 54 points      | 4 août     |

| Sport       | Discipline                 | Athlète(s)                                                      | Performance              | Date   |
| ----------- | -------------------------- | --------------------------------------------------------------- | ------------------------ | ------ |
| Athlétisme  | Lancer du marteau féminin  | Malwina Kopron 75,49 m                                          | 3 août                   |        |
| Athlétisme  | Lancer du marteau masculin | Paweł Fajdek                                                    | 81,53 m                  | 4 août |
| Athlétisme  | 800 m masculin             | Patryk Dobek                                                    | 1 min 45 s 39            | 4 août |
| Canoë-kayak | K-4 500 m femmes           | Karolina Naja Anna Puławska Justyna Iskrzycka Helena Wiśniewska | 1 min 36 s 445           | 7 août |
| Lutte       | Gréco-romaine 97 kg        | Tadeusz Michalik                                                | Alex Szőke Victoire 10-0 | 3 août |

| Sport       |   |   |   | Total |
| ----------- | - | - | - | ----- |
| Athlétisme  | 4 | 2 | 3 | 9     |
| Canoë-kayak | 0 | 1 | 1 | 2     |
| Aviron      | 0 | 1 | 0 | 1     |
| Voile       | 0 | 1 | 0 | 1     |
| Lutte       | 0 | 0 | 1 | 1     |
| Total       | 4 | 5 | 5 | 14    |

| Jour       |   |   |   | Total |
| ---------- | - | - | - | ----- |
| 28 juillet | 0 | 1 | 0 | 1     |
| 31 juillet | 1 | 0 | 0 | 1     |
| 3 août     | 1 | 1 | 2 | 4     |
| 4 août     | 1 | 1 | 2 | 4     |
| 6 août     | 1 | 1 | 0 | 2     |
| 7 août     | 0 | 1 | 1 | 2     |
| Total      | 4 | 5 | 5 | 14    |

| Sexe   |   |   |   | Total |
| ------ | - | - | - | ----- |
| Hommes | 2 | 0 | 3 | 5     |
| Femmes | 1 | 5 | 2 | 8     |
| Mixte  | 1 | 0 | 0 | 1     |
| Total  | 4 | 5 | 5 | 14    |

## Résultats

### Athlétisme
| Athlète | Épreuve                   | 1er tour         | 1er tour    | Demi-finale   | Demi-finale | Finale           | Finale                              |
| Athlète | Épreuve                   | Temps            | Rang        | Temps         | Rang        | Temps            | Rang                                |
| --- | ------------------------- | ---------------- | ----------- | ------------- | ----------- | ---------------- | ----------------------------------- |
| Karol Zalewski | 400 m masculin            | 2 min 15 s 38    | 8e          | Éliminé       | Éliminé     | Éliminé          | Éliminé                             |
| Mateusz Borkowski | 800 m masculin            | 1 min 45 s 38    | 2e          | 1 min 46 s 54 | 8e          | Éliminé          | Éliminé                             |
| Patryk Dobek | 800 m masculin            | 1 min 46 s 59    | 3e          | 1 min 44 s 60 | 1er         | 1 min 45 s 39    | Médaille de bronze, Jeux olympiques |
| Marcin Lewandowski | 1 500 m masculin          | 4 min 43 s 96    | 15e         | Abandon       | Abandon     | Éliminé          | Éliminé                             |
| Michał Rozmys | 1 500 m masculin          | 3 min 36 s 28    | 6e          | 3 min 54 s 53 | 13e         | 3 min 32 s 67    | 8e                                  |
| Damian Czykier | 110 m haies               | 13 s 61          | 4e          | 13 s 63       | 6e          | Éliminé          | Éliminé                             |
| Marcin Chabowski | Marathon masculin         | Non disputé      | Non disputé | Non disputé   | Non disputé | Abandon          | Abandon                             |
| Arkadiusz Gardzielewski | Marathon masculin         | Non disputé      | Non disputé | Non disputé   | Non disputé | 2 h 22 min 50 s  | 63e                                 |
| Adam Nowicki | Marathon masculin         | Non disputé      | Non disputé | Non disputé   | Non disputé | 2 h 17 min 19 s  | 38e                                 |
| Łukasz Niedziałek | 20 km marche masculin     | Non disputé      | Non disputé | Non disputé   | Non disputé | Abandon          | Abandon                             |
| Rafał Augustyn | 50 km marche              | Non disputé      | Non disputé | Non disputé   | Non disputé | Abandon          | Abandon                             |
| Artur Brzozowski | 50 km marche              | Non disputé      | Non disputé | Non disputé   | Non disputé | 3 h 54 min 8 s   | 12e                                 |
| Dawid Tomala | 50 km marche              | Non disputé      | Non disputé | Non disputé   | Non disputé | 3 h 50 min 8 s   | Médaille d'or, Jeux olympiques      |
| Dariusz Kowaluk Karol Zalewski Mateusz Rzeźniczak Kajetan Duszyński Jakub Krzewina                                                    | Relais 4 × 400 m masculin | 2 min 58 s 55    | 1er         | Non disputé   | Non disputé | 2 min 58 s 46    | 5e                                  |
| Natalia Kaczmarek | 400 m féminin             | 51 s 06          | 2e          | 50 s 79       | 4e          | Éliminée         | Éliminée                            |
| Joanna Jóźwik | 800 m féminin             | 2 min 1 s 87     | 3e          | 2 min 2 s 32  | 5e          | Éliminée         | Éliminée                            |
| Angelika Sarna | 800 m féminin             | 2 min 2 s 18     | 4e          | Éliminée      | Éliminée    | Éliminée         | Éliminée                            |
| Anna Wielgosz | 800 m féminin             | 2 min 3 s 20     | 6e          | Éliminée      | Éliminée    | Éliminée         | Éliminée                            |
| Martyna Galant | 1 500 m féminin           | 4 min 5 s 03     | 8e          | 4 min 6 s 01  | 10e         | Éliminée         | Éliminée                            |
| Klaudia Siciarz | 100 m haies               | 12 s 98          | 6e          | 12 s 84       | 5e          | Éliminée         | Éliminée                            |
| Pia Skrzyszowska | 100 m haies               | 12 s 75          | 3e          | 12 s 89       | 6e          | Éliminée         | Éliminée                            |
| Joanna Linkiewicz | 400 m haies féminin       | 54 s 93          | 4e          | 55 s 67       | 5e          | Éliminée         | Éliminée                            |
| Alicja Konieczek | 3 000 m steeple féminin   | 9 min 31 s 79    | 8e          | Non disputé   | Non disputé | Éliminée         | Éliminée                            |
| Aneta Konieczek | 3 000 m steeple féminin   | 10 min 7 s 25    | 12e         | Non disputé   | Non disputé | Éliminée         | Éliminée                            |
| Aleksandra Lisowska | Marathon féminin          | Non disputé      | Non disputé | Non disputé   | Non disputé | 2 h 35 min 33 s  | 35e                                 |
| Angelika Mach | Marathon féminin          | Non disputé      | Non disputé | Non disputé   | Non disputé | 2 h 42 min 26 s  | 59e                                 |
| Karolina Nadolska | Marathon féminin          | Non disputé      | Non disputé | Non disputé   | Non disputé | 2 h 32 min 4 s   | 14e                                 |
| Katarzyna Zdziebło | 20 km marche féminin      | Non disputé      | Non disputé | Non disputé   | Non disputé | 1 h 31 min 29 s  | 10e                                 |
| Marika Popowicz-Drapała Klaudia Adamek Paulina Paluch Pia Skrzyszowska                                                                | Relais 4 × 100 m féminin  | 43 s 09          | 4e          | Non disputé   | Non disputé | Éliminées        | Éliminées                           |
| Natalia Kaczmarek Iga Baumgart-Witan Małgorzata Hołub-Kowalik Justyna Święty-Ersetic Anna Kiełbasińska                                | Relais 4 × 400 m féminin  | 3 min 23 s 10    | 1re         | Non disputé   | Non disputé | 3 min 20 s 53 NR | Médaille d'argent, Jeux olympiques  |
| Karol Zalewski Natalia Kaczmarek Justyna Święty-Ersetic Kajetan Duszyński Dariusz Kowaluk Iga Baumgart-Witan Małgorzata Hołub-Kowalik | Relais 4 × 400 m mixte    | 3 min 10 s 44 OR | 1er         | Non disputé   | Non disputé | 3 min 9 s 87 OR  | Médaille d'or, Jeux olympiques      |

| Athlète             | Épreuve                    | Qualification | Qualification | Finale      | Finale                              |
| Athlète             | Épreuve                    | Performance   | Rang          | Performance | Rang                                |
| ------------------- | -------------------------- | ------------- | ------------- | ----------- | ----------------------------------- |
| Piotr Lisek         | Saut à la perche masculin  | 5,75 m        | 11e           | 5,80 m      | 6e                                  |
| Robert Sobera       | Saut à la perche masculin  | 5,65 m        | 15e           | Éliminé     | Éliminé                             |
| Paweł Wojciechowski | Saut à la perche masculin  | 5,30 m        | 28e           | Éliminé     | Éliminé                             |
| Konrad Bukowiecki   | Lancer du poids masculin   | 20,01 m       | 23e           | Éliminé     | Éliminé                             |
| Michał Haratyk      | Lancer du poids masculin   | 20,86 m       | 13e           | Éliminé     | Éliminé                             |
| Piotr Małachowski   | Lancer du disque masculin  | 62,28 m       | 15e           | Éliminé     | Éliminé                             |
| Bartłomiej Stój     | Lancer du disque masculin  | 62,84 m       | 14e           | Éliminé     | Éliminé                             |
| Paweł Fajdek        | Lancer du marteau masculin | 76,46 m       | 9e            | 81,53 m     | Médaille de bronze, Jeux olympiques |
| Wojciech Nowicki    | Lancer du marteau masculin | 79,78 m       | 1er           | 82,52 m     | Médaille d'or, Jeux olympiques      |
| Marcin Krukowski    | Lancer du javelot masculin | 74,56 m       | 28e           | Éliminé     | Éliminé                             |
| Cyprian Mrzygłód    | Lancer du javelot masculin | 78,33 m       | 20e           | Éliminé     | Éliminé                             |
| Kamila Lićwinko     | Saut en hauteur féminin    | 1,95 m        | 8e            | 1,93 m      | 11e                                 |
| Paulina Guba        | Lancer du poids féminin    | 16,98 m       | 27e           | Éliminée    | Éliminée                            |
| Klaudia Kardasz     | Lancer du poids féminin    | 17,76 m       | 18e           | Éliminée    | Éliminée                            |
| Joanna Fiodorow     | Lancer du marteau féminin  | 72,32 m       | 10e           | 73,83 m     | 7e                                  |
| Malwina Kopron      | Lancer du marteau féminin  | 73,06 m       | 8e            | 75,49 m     | Médaille de bronze, Jeux olympiques |
| Anita Włodarczyk    | Lancer du marteau féminin  | 76,99 m       | 1re           | 78,48 m     | Médaille d'or, Jeux olympiques      |
| Maria Andrejczyk    | Lancer du javelot féminin  | 65,24 m       | 1re           | 64,61 m     | Médaille d'argent, Jeux olympiques  |

| Athlète        | Épreuve  | 100 H   | SH     | LP      | 200 m   | SL     | LJ      | 800 m        | Total | Rang |
| -------------- | -------- | ------- | ------ | ------- | ------- | ------ | ------- | ------------ | ----- | ---- |
| Adrianna Sułek | Résultat | 13 s 58 | 1,83 m | 12,80 m | 24 s 16 | 5,93 m | 36,84 m | 2 min 7 s 92 | 6 164 | 16e  |
| Adrianna Sułek | Points   | 1 039   | 1 016  | 714     | 965     | 828    | 607     | 995          | 6 164 | 16e  |

| Athlète         | Épreuve  | 100 m   | SL     | LP      | SH     | 400 m   | 110 H   | LD      | SP     | LJ      | 1 500 m       | Total | Rang |
| --------------- | -------- | ------- | ------ | ------- | ------ | ------- | ------- | ------- | ------ | ------- | ------------- | ----- | ---- |
| Paweł Wiesiołek | Résultat | 10 s 83 | 7,27 m | 14,90 m | 2,02 m | 48 s 24 | 14 s 95 | 48,27 m | 4,80 m | 51,60 m | 4 min 30 s 02 | 8 176 | 12e  |
| Paweł Wiesiołek | Points   | 899     | 878    | 784     | 822    | 898     | 856     | 834     | 849    | 612     | 744           | 8 176 | 12e  |

### Aviron
| Athlète                                                                  | Compétition                          | Série         | Série | Repêchages     | Repêchages     | Demi-finale                   | Demi-finale | Finale                 | Finale                             |
| Athlète                                                                  | Compétition                          | Temps         | Rang  | Temps          | Rang           | Temps                         | Rang        | Temps                  | Rang                               |
| ------------------------------------------------------------------------ | ------------------------------------ | ------------- | ----- | -------------- | -------------- | ----------------------------- | ----------- | ---------------------- | ---------------------------------- |
| Mateusz Biskup Mirosław Ziętarski                                        | Deux de couple masculin              | 6 min 11 s 22 | 1er   | Non concernés  | Non concernés  | Demi-finale A/B 6 min 24 s 50 | 3e          | Finale A 6 min 9 s 17  | 6e                                 |
| Jerzy Kowalski Artur Mikołajczewski                                      | Deux de couple poids légers masculin | 6 min 31 s 85 | 3e    | 6 min 43 s 44  | 1er            | Demi-finale A/B 6 min 12 s 79 | 4e          | Finale B 6 min 16 s 01 | 8e                                 |
| Fabian Barański Wiktor Chabel Dominik Czaja Szymon Pośnik                | Quatre de couple masculin            | 5 min 39 s 25 | 1re   | Non concernés  | Non concernés  | Non disputé                   | Non disputé | Finale A 5 min 34 s 27 | 4e                                 |
| Marcin Brzeziński Mikołaj Burda Michał Szpakowski Mateusz Wilangowski    | Quatre sans barreur masculin         | 6 min 3 s 38  | 3e    | 6 min 12 s 52  | 3e             | Non disputé                   | Non disputé | Finale B 5 min 57 s 17 | 7e                                 |
| Agnieszka Kobus-Zawojska Maria Sajdak Marta Wieliczko Katarzyna Zillmann | Quatre de couple féminin             | 6 min 18 s 62 | 2e    | Non concernées | Non concernées | Non disputé                   | Non disputé | Finale A 6 min 11 s 36 | Médaille d'argent, Jeux olympiques |
| Monika Ciaciuch Joanna Dittmann Olga Michałkiewicz Maria Wierzbowska     | Quatre sans barreur féminin          | 6 min 48 s 33 | 5e    | 6 min 46 s 57  | 2e             | Non disputé                   | Non disputé | Finale A 6 min 29 s 95 | 6e                                 |

### Basket-ball à trois
| Épreuve          | Phase de poules        | Phase de poules     | Phase de poules      | Phase de poules        | Phase de poules        | Phase de poules    | Phase de poules      | Phase de poules | Quart de finale  | Demi-finale      | Finale / MB      | Rang     |
| Épreuve          | Adversaire Score       | Adversaire Score    | Adversaire Score     | Adversaire Score       | Adversaire Score       | Adversaire Score   | Adversaire Score     | Rang            | Adversaire Score | Adversaire Score | Adversaire Score | Rang     |
| ---------------- | ---------------------- | ------------------- | -------------------- | ---------------------- | ---------------------- | ------------------ | -------------------- | --------------- | ---------------- | ---------------- | ---------------- | -------- |
| Tournoi masculin | Belgique Défaite 14-21 | Chine Défaite 19-21 | Japon Victoire 20-19 | Lettonie Défaite 14-21 | Pays-Bas Défaite 20-22 | ROC Victoire 21-16 | Serbie Défaite 12-15 | 7e              | Éliminés         | Éliminés         | Éliminés         | Éliminés |

### Boxe
| Athlète            | Catégorie               | 1/16e de finale       | 1/8e de finale        | Quart de finale     | Demi-finale         | Finale              | Rang     |
| Athlète            | Catégorie               | Adversaire Résultat   | Adversaire Résultat   | Adversaire Résultat | Adversaire Résultat | Adversaire Résultat | Rang     |
| ------------------ | ----------------------- | --------------------- | --------------------- | ------------------- | ------------------- | ------------------- | -------- |
| Damian Durkacz     | Légers hommes (-63 kg)  | Mamedov Défaite 0-5   | Éliminé               | Éliminé             | Éliminé             | Éliminé             | Éliminé  |
| Sandra Drabik      | Mouches femmes (-51 kg) | Rakhimova Défaite 1-4 | Éliminée              | Éliminée            | Éliminée            | Éliminée            | Éliminée |
| Karolina Koszewska | Welters femmes (-69 kg) | Yunusova Victoie 5-0  | Sürmeneli Défaite 0-5 | Éliminée            | Éliminée            | Éliminée            | Éliminée |
| Elżbieta Wójcik    | Moyens femmes (-75 kg)  | Non disputé           | Fontijn Défaite 1-4   | Éliminée            | Éliminée            | Éliminée            | Éliminée |

### Canoë-kayak
| Athlète                                                         | Compétition       | Série          | Série | Quarts de finale | Quarts de finale | Demi-finale    | Demi-finale | Finale Finale B Finale C | Finale Finale B Finale C            |
| Athlète                                                         | Compétition       | Temps          | Rang  | Temps            | Rang             | Temps          | Rang        | Temps                    | Rang                                |
| --------------------------------------------------------------- | ----------------- | -------------- | ----- | ---------------- | ---------------- | -------------- | ----------- | ------------------------ | ----------------------------------- |
| Wiktor Głazunow                                                 | K1 1 000 m hommes | 4 min 25 s 996 | 6e    | 4 min 7 s 632    | 1er              | 4 min 9 s 876  | 7e          | Finale B 4 min 4 s 463   | 13e                                 |
| Mateusz Kamiński                                                | K1 1 000 m hommes | 4 min 11 s 202 | 4e    | 4 min 8 s 172    | 3e               | Éliminé        | Éliminé     | Éliminé                  | Éliminé                             |
| Tomasz Barniak Wiktor Głazunow                                  | K2 1 000 m hommes | 3 min 49 s 956 | 6e    | 3 min 49 s 770   | 1er              | 3 min 28 s 282 | 3e          | 3 min 32 s 317           | 7e                                  |
| Dorota Borowska                                                 | C1 200 m femmes   | 47 s 655       | 1re   | -                | -                | 47 s 703       | 4e          | 47 s 116                 | 4e                                  |
| Marta Walczykiewicz                                             | K1 200 m femmes   | 41 s 100       | 2e    | -                | -                | 38 s 563       | 3e          | 39 s 170                 | 4e                                  |
| Helena Wiśniewska                                               | K1 200 m femmes   | 41 s 407       | 4e    | 41 s 559         | 3e               | Éliminé        | Éliminé     | Éliminé                  | Éliminé                             |
| Justyna Iskrzycka                                               | K1 500 m femmes   | 1 min 49 s 893 | 2e    | -                | -                | 1 min 53 s 899 | 4e          | Finale B 1 min 54 s 086  | 11e                                 |
| Marta Walczykiewicz                                             | K1 500 m femmes   | 1 min 50 s 183 | 3e    | -                | -                | 1 min 53 s 860 | 3e          | Finale B 1 min 55 s 659  | 13e                                 |
| Karolina Naja Anna Puławska                                     | K2 500 m femmes   | 1 min 44 s 606 | 1re   | -                | -                | 1 min 37 s 219 | 4e          | 1 min 36 s 753           | Médaille d'argent, Jeux olympiques  |
| Karolina Naja Anna Puławska Justyna Iskrzycka Helena Wiśniewska | K4 500 m femmes   | 1 min 33 s 468 | 1re   | -                | -                | 1 min 36 s 078 | 1re         | 1 min 36 s 445           | Médaille de bronze, Jeux olympiques |

| Athlète             | Compétition  | Série    | Série | Série    | Série | Série    | Série | Demi-finale | Demi-finale | Finale   | Finale  |
| Athlète             | Compétition  | Run 1    | Rang  | Run 2    | Rang  | Meilleur | Rang  | Temps       | Rang        | Temps    | Rang    |
| ------------------- | ------------ | -------- | ----- | -------- | ----- | -------- | ----- | ----------- | ----------- | -------- | ------- |
| Grzegorz Hedwig     | C-1 masculin | 109 s 09 | 12e   | 105 s 95 | 13e   | 105 s 95 | 14e   | 112 s 16    | 14e         | Éliminé  | Éliminé |
| Krzysztof Majerczak | K-1 masculin | 99 s 86  | 17e   | 95 s 21  | 13e   | 95 s 21  | 17e   | 100 s 99    | 15e         | Éliminé  | Éliminé |
| Aleksandra Stach    | C-1 féminin  | 145 s 58 | 18e   | 134 s 03 | 17e   | 134 s 03 | 19e   | Éliminé     | Éliminé     | Éliminé  | Éliminé |
| Klaudia Zwolińska   | K-1 féminin  | 108 s 97 | 7e    | 110 s 46 | 12e   | 108 s 97 | 10e   | 111 s 76    | 10e         | 108 s 98 | 5e      |

### Cyclisme

#### Sur piste
| Athlète          | Compétition | Qualification        | Qualification | 1er tour                         | Repêchage 1                      | 2e tour                  | Repêchage 2              | 3e tour                  | Repêchage 3              | Quarts de finale         | Demi-finale              | Finale Match de classement | Finale Match de classement |
| Athlète          | Compétition | Temps Vitesse        | Rang          | Adversaire Temps Vitesse         | Adversaire Temps Vitesse         | Adversaire Temps Vitesse | Adversaire Temps Vitesse | Adversaire Temps Vitesse | Adversaire Temps Vitesse | Adversaire Temps Vitesse | Adversaire Temps Vitesse | Adversaire Temps Vitesse   | Rang                       |
| ---------------- | ----------- | -------------------- | ------------- | -------------------------------- | -------------------------------- | ------------------------ | ------------------------ | ------------------------ | ------------------------ | ------------------------ | ------------------------ | -------------------------- | -------------------------- |
| Patryk Rajkowski | Hommes      | 9 s 594 75,845 km/h  | 14e           | Xu Victoire 10 s 465 68,801 km/h | -                                | Levy Défaite 10 s 396    | Sahrom Défaite 10 s 577  | Éliminé                  | Éliminé                  | Éliminé                  | Éliminé                  | Éliminé                    | 16e                        |
| Mateusz Rudyk    | Hommes      | 9 s 493 75,047 km/h  | 7e            | Webster Défaite 10 s 279         | Barrette Sahrom Défaite 10 s 335 | Éliminé                  | Éliminé                  | Éliminé                  | Éliminé                  | Éliminé                  | Éliminé                  | Éliminé                    | 17e                        |
| Urszula Łoś      | Femmes      | 11 s 047 65,176 km/h | 25e           | Éliminée                         | Éliminée                         | Éliminée                 | Éliminée                 | Éliminée                 | Éliminée                 | Éliminée                 | Éliminée                 | Éliminée                   | Éliminée                   |
| Marlena Karwacka | Femmes      | 11 s 083 64,964 km/h | 26e           | Éliminée                         | Éliminée                         | Éliminée                 | Éliminée                 | Éliminée                 | Éliminée                 | Éliminée                 | Éliminée                 | Éliminée                   | Éliminée                   |

| Athlète                                         | Compétition | Qualification        | Qualification | Demi-finale                           | Demi-finale | Finale                                                   | Finale |
| Athlète                                         | Compétition | Temps Vitesse        | Rang          | Adversaire Temps Vitesse              | Rang        | Adversaire Temps Vitesse                                 | Rang   |
| ----------------------------------------------- | ----------- | -------------------- | ------------- | ------------------------------------- | ----------- | -------------------------------------------------------- | ------ |
| Krzysztof Maksel Patryk Rajkowski Mateusz Rudyk | Hommes      | 43 s 516 62,046 km/h | 8e            | Pays-Bas Défaite 43 s 307 62,346 km/h | 8e          | Places 7-8 Nouvelle-Zélande Défaite 46 s 431 58,151 km/h | 8e     |
| Marlena Karwacka Urszula Łoś                    | Femmes      | 33 s 244 54,145 km/h | 6e            | Pays-Bas Défaite 33 s 022 54,509 km/h | 7e          | Places 7-8 Ukraine Victoire 33 s 054 54,456 km/h         | 7e     |

| Athlète          | Compétition | 1er tour | Repêchages | Quarts de finale | Demi-finale | Finale (1-6) ou classement (7-12) |
| Athlète          | Compétition | Rang     | Rang       | Rang             | Rang        | Rang                              |
| ---------------- | ----------- | -------- | ---------- | ---------------- | ----------- | --------------------------------- |
| Patryk Rajkowski | Hommes      | 3e       | 5e         | Éliminé          | Éliminé     | Éliminé                           |
| Mateusz Rudyk    | Hommes      | 6e       | 4e         | Éliminé          | Éliminé     | Éliminé                           |
| Marlena Karwacka | Femmes      | 5e       | 4e         | Éliminée         | Éliminée    | Éliminée                          |
| Urszula Łoś      | Femmes      | 3e       | 3e         | Éliminée         | Éliminée    | Éliminée                          |

| Athlète       | Compétition | Scratch | Scratch | Course tempo | Course tempo | Élimination | Élimination | Course aux points | Course aux points | Total   | Rang    |
| Athlète       | Compétition | Rang    | Points  | Rang         | Points       | Rang        | Points      | Rang              | Points            | Total   | Rang    |
| ------------- | ----------- | ------- | ------- | ------------ | ------------ | ----------- | ----------- | ----------------- | ----------------- | ------- | ------- |
| Szymon Sajnok | Hommes      | 14e     | 14      | 9e           | 24           | 16e         | 10          | 14e               | 0                 | 48      | 16e     |
| Daria Pikulik | Femmes      | 13e     | 16      | Abandon      | Abandon      | Abandon     | Abandon     | Abandon           | Abandon           | Abandon | Abandon |

| Athlète                           | Épreuve | Points | Tours | Classement |
| --------------------------------- | ------- | ------ | ----- | ---------- |
| Szymon Sajnok Daniel Staniszewski | Hommes  | 0      | 0     | 8e         |
| Daria Pikulik Wiktoria Pikulik    | Femmes  | 9      | 0     | 6e         |

#### Sur route
| Athlète            | Compétition      | Temps          | Rang    |
| ------------------ | ---------------- | -------------- | ------- |
| Maciej Bodnar      | Contre-la-montre | 58 min 47 s 10 | 18e     |
| Maciej Bodnar      | Course en ligne  | Abandon        | Abandon |
| Michał Kwiatkowski | Course en ligne  | 6 h 7 min 1 s  | 11e     |
| Rafał Majka        | Course en ligne  | 6 h 9 min 6 s  | 19e     |

| Athlète              | Compétition      | Temps           | Rang |
| -------------------- | ---------------- | --------------- | ---- |
| Anna Plichta         | Contre-la-montre | 34 min 56 s 95  | 24e  |
| Anna Plichta         | Course en ligne  | 3 h 55 min 8 s  | 27e  |
| Marta Lach           | Course en ligne  | 3 h 55 min 13 s | 18e  |
| Katarzyna Niewiadoma | Course en ligne  | 3 h 54 min 31 s | 14e  |

#### VTT
| Athlète           | Compétition | Temps           | Rang |
| ----------------- | ----------- | --------------- | ---- |
| Bartlomiej Wawak  | Hommes      | 1 h 29 min 10 s | 19e  |
| Maja Włoszczowska | Femmes      | 1 h 24 min 25 s | 20e  |

### Équitation
| Athlète                                        | Cheval           | Compétition | Dressage  | Dressage | Cross-country | Cross-country | Cross-country | Saut d'obstacles | Saut d'obstacles | Saut d'obstacles | Saut d'obstacles | Saut d'obstacles | Saut d'obstacles | Total     | Total    |
| Athlète                                        | Cheval           | Compétition | Dressage  | Dressage | Cross-country | Cross-country | Cross-country | Qualification    | Qualification    | Qualification    | Finale           | Finale           | Finale           | Total     | Total    |
| Athlète                                        | Cheval           | Compétition | Pénalités | Rang     | Pénalités     | Total         | Rang          | Pénalités        | Total            | Rang             | Pénalités        | Total            | Rang             | Pénalités | Rang     |
| ---------------------------------------------- | ---------------- | ----------- | --------- | -------- | ------------- | ------------- | ------------- | ---------------- | ---------------- | ---------------- | ---------------- | ---------------- | ---------------- | --------- | -------- |
| Małgorzata Cybulska                            | Chenaro 2        | Individuel  | 31,00     | 18e      | 200,00        | Éliminée      | Éliminée      | Éliminée         | Éliminée         | Éliminée         | Éliminée         | Éliminée         | Éliminée         | Éliminée  | Éliminée |
| Joanna Pawlak                                  | Fantastic Frieda | Individuel  | 40,50     | 55e      | 45,20         | 84,70         | 41e           | 100,00           | Forfait          | Forfait          | Éliminée         | Éliminée         | Éliminée         | Éliminée  | Éliminée |
| Jan Kamiński                                   | Jard             | Individuel  | 33,10     | 32e      | 12,80         | 45,90         | 30e           | 9,20             | 55,10            | 29e              | Éliminé          | Éliminé          | Éliminé          | Éliminé   | Éliminé  |
| Małgorzata Cybulska Joanna Pawlak Jan Kamiński | voir ci-dessus   | Par équipes | 104,60    | 12e      | 258,00        | 362,60        | 13e           | 117,20           | 479,80           | 13e              | Non disputé      | Non disputé      | Non disputé      | 479,80    | 13e      |

### Escalade
| Athlète             | Compétition    | Qualifications | Qualifications | Qualifications | Qualifications | Qualifications | Qualifications | Qualifications | Qualifications | Qualifications | Finale    | Finale  | Finale   | Finale | Finale     | Finale     | Finale     | Finale | Finale |
| Athlète             | Compétition    | Vitesse        | Vitesse        | Bloc           | Bloc           | Difficulté     | Difficulté     | Difficulté     | Total          | Rang           | Vitesse   | Vitesse | Bloc     | Bloc   | Difficulté | Difficulté | Difficulté | Total  | Rang   |
| Athlète             | Compétition    | MT             | Rang           | Résultat       | Rang           | PA             | Temps          | Rang           | Total          | Rang           | MT        | Rang    | Résultat | Rang   | PA         | Temps      | Rang       | Total  | Rang   |
| ------------------- | -------------- | -------------- | -------------- | -------------- | -------------- | -------------- | -------------- | -------------- | -------------- | -------------- | --------- | ------- | -------- | ------ | ---------- | ---------- | ---------- | ------ | ------ |
| Aleksandra Mirosław | Combiné femmes | 6 s 97 OR      | 1re            | 0T0z 0 0       | 20e            | 12             | -              | 19e            | 380,00         | 7e             | 6 s 84 WR | 1re     | 0T0z 0 0 | 8e     | 9+         | -          | 8e         | 64     | 4e     |

### Escrime
| Athlète                                                                    | Compétition        | 1/32e de finale           | 1/16e de finale          | 1/8e de finale         | Quarts de finale      | Demi-finale Classement 5-8 | Finale 3e place Classement 5e, 7e places | Rang     |
| Athlète                                                                    | Compétition        | Adversaire Score          | Adversaire Score         | Adversaire Score       | Adversaire Score      | Adversaire Score           | Adversaire Score                         | Rang     |
| -------------------------------------------------------------------------- | ------------------ | ------------------------- | ------------------------ | ---------------------- | --------------------- | -------------------------- | ---------------------------------------- | -------- |
| Aleksandra Jarecka                                                         | Épée individuelle  | Exemptée                  | Kolobova Victoire 15-11  | Fiamingo Défaite 13-15 | Éliminée              | Éliminée                   | Éliminée                                 | Éliminée |
| Renata Knapik-Miazga                                                       | Épée individuelle  | Exemptée                  | Kryvytska Victoire 15-8  | Kong Défaite 8-15      | Éliminée              | Éliminée                   | Éliminée                                 | Éliminée |
| Ewa Trzebińska                                                             | Épée individuelle  | Exemptée                  | Lehis Défaite 10-11      | Éliminée               | Éliminée              | Éliminée                   | Éliminée                                 | Éliminée |
| Aleksandra Jarecka Renata Knapik-Miazga Magdalena Piekarska Ewa Trzebińska | Épée par équipes   | Non disputé               | Non disputé              | Non disputé            | Estonie Défaite 26-29 | Éliminées                  | Éliminées                                | 6e       |
| Martyna Jelińska                                                           | Fleuret individuel | Proestakis Victoire 15-12 | Deriglazova Défaite 8-15 | Éliminée               | Éliminée              | Éliminée                   | Éliminée                                 | Éliminée |

### Golf
| Athlète       | Jour 1  | Jour 1 | Jour 2 | Jour 2   | Jour 2 | Jour 3  | Jour 3   | Jour 3 | Jour 4  | Jour 4   | Jour 4 |
| Athlète       | Score   | Rang   | Score  | Total    | Rang   | Score   | Total    | Rang   | Score   | Total    | Rang   |
| ------------- | ------- | ------ | ------ | -------- | ------ | ------- | -------- | ------ | ------- | -------- | ------ |
| Adrian Meronk | 72 (+1) | 20e    | 71 (0) | 143 (-3) | 24e    | 69 (-2) | 212 (-5) | 32e    | 70 (-1) | 282 (-2) | 51e    |

### Gymnastique artistique
| Athlète        | Compétition      | Qualifications | Qualifications | Qualifications      | Qualifications | Qualifications | Qualifications | Finale   | Finale   | Finale              | Finale   | Finale   | Finale   |
| Athlète        | Compétition      | Appareil       | Appareil       | Appareil            | Appareil       | Total          | Rang           | Appareil | Appareil | Appareil            | Appareil | Total    | Rang     |
| Athlète        | Compétition      | Sol            | Saut           | Barres asymétriques | Poutre         | Total          | Rang           | Sol      | Saut     | Barres asymétriques | Poutre   | Total    | Rang     |
| -------------- | ---------------- | -------------- | -------------- | ------------------- | -------------- | -------------- | -------------- | -------- | -------- | ------------------- | -------- | -------- | -------- |
| Gabriela Janik | Concours général | 13.483         | 12.966         | 12.443              | 11.933         | 50.932         | 54e            | Éliminée | Éliminée | Éliminée            | Éliminée | Éliminée | Éliminée |

### Haltérophilie
| Athlète             | Compétition            | Arraché  | Arraché | Épaulé-jeté | Épaulé-jeté | Total  | Rang |
| Athlète             | Compétition            | Résultat | Rang    | Résultat    | Rang        | Total  | Rang |
| ------------------- | ---------------------- | -------- | ------- | ----------- | ----------- | ------ | ---- |
| Bartłomiej Adamus   | Moins de 96 kg hommes  | 163 kg   | 9e      | 197 kg      | 9e          | 360 kg | 7e   |
| Arkadiusz Michalski | Moins de 109 kg hommes | 175 kg   | 10e     | 216 kg      | 7e          | 391 kg | 7e   |
| Joanna Łochowska    | Moins de 55 kg femmes  | 84 kg    | 10e     | 102 kg      | 10e         | 186 kg | 10e  |

### Judo
| Athlète            | Compétition           | 1er tour               | 2e tour                 | Quart de finale           | Demi-finale         | Repêchage                  | Finale / MB         | Rang     |
| Athlète            | Compétition           | Adversaire Résultat    | Adversaire Résultat     | Adversaire Résultat       | Adversaire Résultat | Adversaire Résultat        | Adversaire Résultat | Rang     |
| ------------------ | --------------------- | ---------------------- | ----------------------- | ------------------------- | ------------------- | -------------------------- | ------------------- | -------- |
| Piotr Kuczera      | Moins de 90 kg hommes | Bekauri Défaite 00-10  | Éliminé                 | Éliminé                   | Éliminé             | Éliminé                    | Éliminé             | Éliminé  |
| Maciej Sarnacki    | Plus de 100 kg hommes | Kokauri Défaite 00-10  | Éliminé                 | Éliminé                   | Éliminé             | Éliminé                    | Éliminé             | Éliminé  |
| Agata Perenc       | Moins de 52 kg femmes | Pimenta Défaite 00-01  | Éliminée                | Éliminée                  | Éliminée            | Éliminée                   | Éliminée            | Éliminée |
| Julia Kowalczyk    | Moins de 57 kg femmes | Pimenta Victoire 01-00 | Monteiro Victoire 10-00 | Klimkait Défaite 00-10    | Non qualifiée       | Liparteliani Défaite 00-01 | Éliminée            | 7e       |
| Agata Ozdoba-Błach | Moins de 63 kg femmes | García Victoire 10-00  | García Victoire 10-00   | Centracchio Défaite 00-10 | Non qualifiée       | Barrios Défaite 00-01      | Éliminée            | 7e       |
| Beata Pacut        | Moins de 78 kg femmes | Mazouz Victoire 10-00  | Hamada Défaite 00-10    | Éliminé                   | Éliminé             | Éliminé                    | Éliminé             | Éliminé  |

### Lutte
| Athlète               | Compétition  | Huitièmes de finale             | Quarts de finale     | Demi-finale         | Repêchage                | Finale 3e place Classement | Rang     |
| Athlète               | Compétition  | Adversaire Résultat             | Adversaire Résultat  | Adversaire Résultat | Adversaire Résultat      | Adversaire Résultat        | Rang     |
| --------------------- | ------------ | ------------------------------- | -------------------- | ------------------- | ------------------------ | -------------------------- | -------- |
| Magomedmurad Gadżijew | 65 kg hommes | Pilidis Victoire 11-0           | Rashidov Défaite 2-6 | Éliminé             | Éliminé                  | Éliminé                    | Éliminé  |
| Kamil Rybicki         | 74 kg hommes | Hussen Défaite 1-6              | Éliminé              | Éliminé             | Éliminé                  | Éliminé                    | Éliminé  |
| Roksana Zasina        | 53 kg femmes | Akhmetova-Amanzhol Victoire 3-2 | Mukaida Défaite 2-12 | Non qualifiée       | Essombe Défaite 4-4 (VP) | Éliminée                   | 7e       |
| Jowita Wrzesień       | 57 kg femmes | Nikolova Défaite 0-3            | Éliminée             | Éliminée            | Éliminée                 | Éliminée                   | Éliminée |
| Agnieszka Wieszczek   | 68 kg femmes | Cherkasova Défaite 0-11         | Éliminée             | Éliminée            | Éliminée                 | Éliminée                   | Éliminée |

| Athlète          | Compétition | Huitième de finale    | Quart de finale      | Demi-finale             | Repêchage           | Finale 3e place Classement | Rang                                |
| Athlète          | Compétition | Adversaire Résultat   | Adversaire Résultat  | Adversaire Résultat     | Adversaire Résultat | Adversaire Résultat        | Rang                                |
| ---------------- | ----------- | --------------------- | -------------------- | ----------------------- | ------------------- | -------------------------- | ----------------------------------- |
| Tadeusz Michalik | 97 kg       | Achouri Victoire 10-0 | Hancock Victoire 4-3 | Musa Evloev Défaite 1-7 | -                   | Szőke Défaite 0-10         | Médaille de bronze, Jeux olympiques |

### Natation
| Athlète                                                          | Épreuve                              | Série            | Série | Demi-finale   | Demi-finale | Finale        | Finale    |
| Athlète                                                          | Épreuve                              | Temps            | Rang  | Temps         | Rang        | Temps         | Rang      |
| ---------------------------------------------------------------- | ------------------------------------ | ---------------- | ----- | ------------- | ----------- | ------------- | --------- |
| Konrad Czerniak                                                  | 50 m nage libre masculin             | 22 s 33          | 31e   | Éliminé       | Éliminé     | Éliminé       | Éliminé   |
| Paweł Juraszek                                                   | 50 m nage libre masculin             | 21 s 97          | 15e   | 21 s 88       | 14e         | Éliminé       | Éliminé   |
| Paweł Korzeniowski                                               | 100 m papillon masculin              | 52 s NR          | 22e   | Éliminé       | Éliminé     | Éliminé       | Éliminé   |
| Jakub Majerski                                                   | 100 m papillon masculin              | 50 s 97 NR       | 3e    | 51 s 24       | 7e          | 50 s 92 NR    | 5e        |
| Jakub Majerski                                                   | 200 m papillon masculin              | 1 min 57 s 91    | 27e   | Éliminé       | Éliminé     | Éliminé       | Éliminé   |
| Krzysztof Chmielewski                                            | 200 m papillon masculin              | 1 min 55 s 77    | 13e   | 1 min 55 s 29 | 7e          | 1 min 55 s 88 | 8e        |
| Kacper Stokowski                                                 | 100 m dos masculin                   | 53 s 99          | 23e   | Éliminé       | Éliminé     | Éliminé       | Éliminé   |
| Jakub Skierka                                                    | 200 m dos masculin                   | 1 min 59 s 30    | 27e   | Éliminé       | Éliminé     | Éliminé       | Éliminé   |
| Radosław Kawęcki                                                 | 200 m dos masculin                   | 1 min 56 s 83    | 6e    | 1 min 56 s 68 | 7e          | 1 min 56 s 39 | 6e        |
| Konrad Czerniak Jakub Kraska Kacper Majchrzak Karol Ostrowski    | Relais 4 × 100 m nage libre masculin | 3 min 13 s 88 NR | 11e   | Non disputé   | Non disputé | Éliminés      | Éliminés  |
| Radosław Kawęcki Jakub Kraska Kacper Majchrzak Kamil Sieradzki   | Relais 4 × 200 m nage libre masculin | 7 min 18 s 91    | 15e   | Non disputé   | Non disputé | Éliminés      | Éliminés  |
| Jan Kozakiewicz Jakub Kraska Jakub Majerski MKacper Stokowski    | Relais 4 × 100 m 4 nages masculin    | 3 min 32 s 62 NR | 9e    | Non disputé   | Non disputé | 'Éliminés     | 'Éliminés |
| Laura Bernat                                                     | 200 m dos féminin                    | 2 min 10 s 37    | 13e   | 2 min 12 s 86 | 14e         | Éliminée      | Éliminée  |
| Katarzyna Wasick                                                 | 50 m nage libre féminin              | 24 s 31          | 22e   | 24 s 26       | 5e          | 24 s 32       | 5e        |
| Kornelia Fiedkiewicz Jan Kozakiewicz Jakub Majerski Paulina Peda | Relais 4 × 100 m 4 nages mixte       | 3 min 32 s 62 NR | 9e    | Non disputé   | Non disputé | Éliminés      | Éliminés  |

### Pentathlon moderne
| Athlète           | Compétition           | Escrime (épée, une touche) | Escrime (épée, une touche) | Natation (200 m nage libre) | Natation (200 m nage libre) | Natation (200 m nage libre) | Équitation (saut d'obstacles) | Équitation (saut d'obstacles) | Équitation (saut d'obstacles) | Combiné course/tir (3 200 m / pistolet à 10 m) | Combiné course/tir (3 200 m / pistolet à 10 m) | Combiné course/tir (3 200 m / pistolet à 10 m) | Total | Rang |
| Athlète           | Compétition           | Rang                       | Points                     | Temps                       | Rang                        | Points                      | Pénalités                     | Rang                          | Points                        | Temps                                          | Rang                                           | Points                                         | Total | Rang |
| ----------------- | --------------------- | -------------------------- | -------------------------- | --------------------------- | --------------------------- | --------------------------- | ----------------------------- | ----------------------------- | ----------------------------- | ---------------------------------------------- | ---------------------------------------------- | ---------------------------------------------- | ----- | ---- |
| Łukasz Gutkowski  | Compétition masculine | 12e                        | 215                        | 2 min                       | 11e                         | 309                         | 22                            | 24e                           | 278                           | 11 min 2 s 50                                  | 8e                                             | 638                                            | 1 440 | 12e  |
| Sebastian Stasiak | Compétition masculine | 16e                        | 208                        | 2 min 4 s 59                | 25e                         | 301                         | 14                            | 13e                           | 286                           | 10 min 55 s 95                                 | 5e                                             | 645                                            | 1 440 | 13e  |
| Anna Maliszewska  | Compétition féminine  | 17e                        | 208                        | 2 min 17 s 26               | 26e                         | 276                         | 66                            | 28e                           | 234                           | 12 min 15 s 2                                  | 8e                                             | 565                                            | 1 283 | 20e  |

### Skateboard
| Athlète       | Compétition | Rounds | Rounds | Finale   | Finale   |
| Athlète       | Compétition | Points | Rang   | Points   | Rang     |
| ------------- | ----------- | ------ | ------ | -------- | -------- |
| Amelia Brodka | Femmes      | 20,17  | 17e    | Éliminée | Éliminée |

### Taekwondo
| Athlète              | Compétition    | Huitièmes de finale  | Quarts de finale    | Demi-finale         | Repêchage            | Finale / MB          | Rang     |          |
| Athlète              | Compétition    | Adversaire Résultat  | Adversaire Résultat | Adversaire Résultat | Adversaire Résultat  | Adversaire Résultat  | Rang     |          |
| -------------------- | -------------- | -------------------- | ------------------- | ------------------- | -------------------- | -------------------- | -------- | -------- |
| Patrycja Adamkiewicz | Moins de 57 kg | Zhou Défaite 17-31   | Éliminée            | Éliminée            | Éliminée             | Éliminée             | Éliminée | Éliminée |
| Aleksandra Kowalczuk | Plus de 67 kg  | Stewart Victoire 7-2 | Mandić Défaite 4-11 | Non qualifiée       | Ogallo Victoire 15-7 | Walkden Défaite 4-11 | 4e       |          |

### Tennis
| Athlète                       | Épreuve          | 1/32e de finale             | 1/16e de finale                        | 1/8e de finale                     | Quarts de finale                    | Demi-finale         | Finale / MB         | Rang      |
| Athlète                       | Épreuve          | Adversaire Résultat         | Adversaire Résultat                    | Adversaire Résultat                | Adversaire Résultat                 | Adversaire Résultat | Adversaire Résultat | Rang      |
| ----------------------------- | ---------------- | --------------------------- | -------------------------------------- | ---------------------------------- | ----------------------------------- | ------------------- | ------------------- | --------- |
| Hubert Hurkacz                | Simple messieurs | Saville Victoire 6-2, 6-4   | Broady Défaite 5-7, 6-3, 3-6           | Éliminé                            | Éliminé                             | Éliminé             | Éliminé             | Éliminé   |
| Kamil Majchrzak               | Simple messieurs | Kecmanović Défaite 4-6, 2-6 | Éliminé                                | Éliminé                            | Éliminé                             | Éliminé             | Éliminé             | Éliminé   |
| Hubert Hurkacz Łukasz Kubot   | Double messieurs | Non disputé                 | Struff / Zverev Défaite 2-6, 6-75      | Éliminés                           | Éliminés                            | Éliminés            | Éliminés            | Éliminés  |
| Magda Linette                 | Simple dames     | Sabalenka Défaite 2-6, 1-6  | Éliminée                               | Éliminée                           | Éliminée                            | Éliminée            | Éliminée            | Éliminée  |
| Iga Świątek                   | Simple dames     | Barthel Victoire 6-2, 6-2   | Badosa Défaite 3-6, 6-74               | Éliminée                           | Éliminée                            | Éliminée            | Éliminée            | Éliminée  |
| Magda Linette Alicja Rosolska | Double dames     | Non disputé                 | Mattek-Sands / Pegula Défaite 1-6, 3-6 | Éliminées                          | Éliminées                           | Éliminées           | Éliminées           | Éliminées |
| Iga Świątek Łukasz Kubot      | Double mixte     | Non disputé                 | Non disputé                            | Ferro / Herbert Victoire 6-3, 7-63 | Vesnina / Karatsev Défaite 4-6, 4-6 | Éliminés            | Éliminés            | Éliminés  |

### Tennis de table
| Athlète(s)                            | Compétition        | Tour préliminaire | 1er tour             | 2e tour             | 3e tour          | 4e tour                  | Quarts de finale | Demi-finale      | Finale / MB      | Rang      |
| Athlète(s)                            | Compétition        | Adversaire Score  | Adversaire Score     | Adversaire Score    | Adversaire Score | Adversaire Score         | Adversaire Score | Adversaire Score | Adversaire Score | Rang      |
| ------------------------------------- | ------------------ | ----------------- | -------------------- | ------------------- | ---------------- | ------------------------ | ---------------- | ---------------- | ---------------- | --------- |
| Li Qian                               | Simple dames       | Exemptée          | Exemptée             | Lay Défaite 2-4     | Éliminée         | Éliminée                 | Éliminée         | Éliminée         | Éliminée         | Éliminée  |
| Natalia Partyka                       | Simple dames       | Exemptée          | Bromley Victoire 4-0 | Meshref Défaite 2-4 | Éliminée         | Éliminée                 | Éliminée         | Éliminée         | Éliminée         | Éliminée  |
| Li Qian Natalia Bajor Natalia Partyka | Par équipes femmes | Non disputé       | Non disputé          | Non disputé         | Non disputé      | Corée du Sud Défaite 0-3 | Éliminées        | Éliminées        | Éliminées        | Éliminées |

### Tir
| Athlète        | Compétition                  | Qualification | Qualification | Finale  | Finale  |
| Athlète        | Compétition                  | Points        | Rang          | Points  | Rang    |
| -------------- | ---------------------------- | ------------- | ------------- | ------- | ------- |
| Tomasz Bartnik | Carabine à air comprimé 10 m | 625,4         | 23e           | Éliminé | Éliminé |
| Tomasz Bartnik | Carabine à 50 m 3 positions  | 1 171         | 15e           | Éliminé | Éliminé |

| Athlète                | Compétition                  | Qualification | Qualification | Finale   | Finale   |
| Athlète                | Compétition                  | Points        | Rang          | Points   | Rang     |
| ---------------------- | ---------------------------- | ------------- | ------------- | -------- | -------- |
| Klaudia Breś           | Pistolet à air comprimé 10 m | 571           | 21e           | Éliminée | Éliminée |
| Klaudia Breś           | Pistolet à 25 m,             | 578           | 24e           | Éliminée | Éliminée |
| Aneta Stankiewicz      | Carabine à air comprimé 10 m | 626,8         | 15e           | Éliminée | Éliminée |
| Aneta Stankiewicz      | Carabine à 50 m 3 positions  | 1 167         | 16e           | Éliminée | Éliminée |
| Aleksandra Jarmolińska | Skeet,                       | 114           | 19e           | Éliminée | Éliminée |

| Athlète                          | Compétition                   | Qualification 1 | Qualification 1 | Qualification 2 | Qualification 2 | Finale / 3e place   | Finale / 3e place |
| Athlète                          | Compétition                   | Points          | Rang            | Points          | Rang            | Adversaire Résultat | Rang              |
| -------------------------------- | ----------------------------- | --------------- | --------------- | --------------- | --------------- | ------------------- | ----------------- |
| Tomasz Bartnik Aneta Stankiewicz | Carabine à air comprimé 10 m, | 630,8           | 2e              | 414,0           | 8e              | Éliminés            | Éliminés          |

### Tir à l'arc
| Athlète                            | Compétition        | Tour préliminaire | Tour préliminaire | 1er tour           | 2e tour          | 3e tour          | Quarts de finale | Demi-finale      | Finale / 3e place | Rang     |
| Athlète                            | Compétition        | Score             | Rang              | Adversaire Score   | Adversaire Score | Adversaire Score | Adversaire Score | Adversaire Score | Adversaire Score  | Rang     |
| ---------------------------------- | ------------------ | ----------------- | ----------------- | ------------------ | ---------------- | ---------------- | ---------------- | ---------------- | ----------------- | -------- |
| Sławomir Napłoszek                 | Individuel hommes, | 637               | 59e               | Wijler Défaite 4-6 | Éliminé          | Éliminé          | Éliminé          | Éliminé          | Éliminé           | Éliminé  |
| Sylwia Zyzańska                    | Individuel femmes, | 630               | 42e               | Boari Défaite 0-6  | Éliminée         | Éliminée         | Éliminée         | Éliminée         | Éliminée          | Éliminée |
| Sławomir Napłoszek Sylwia Zyzańska | Par équipe mixte,  | 1 267             | 24e               | Non disputé        | Non disputé      | Éliminés         | Éliminés         | Éliminés         | Éliminés          | Éliminés |

### Voile
| Athlète                            | Compétition         | Régate | Régate | Régate | Régate | Régate | Régate | Régate | Régate | Régate | Régate | Régate      | Régate      | Régate | Total net | Rang final                         |
| Athlète                            | Compétition         | 1      | 2      | 3      | 4      | 5      | 6      | 7      | 8      | 9      | 10     | 11          | 12          | CM     | Total net | Rang final                         |
| ---------------------------------- | ------------------- | ------ | ------ | ------ | ------ | ------ | ------ | ------ | ------ | ------ | ------ | ----------- | ----------- | ------ | --------- | ---------------------------------- |
| Piotr Myszka                       | RS:X hommes         | (11)   | 4      | 6      | 3      | 5      | 11     | 5      | 2      | 5      | 9      | 5           | 2           | OCS    | 79        | 6                                  |
| Paweł Kołodziński Łukasz Przybytek | 49er hommes         | 9      | 7      | 15     | (18)   | 7      | 8      | 7      | 1      | 13     | 17     | 1           | 15          | 4      | 108       | 9                                  |
| Zofia Noceti-Klepacka              | RS:X femmes         | 4      | 1      | 14     | (16)   | 16     | 9      | 7      | 8      | 2      | 11     | 7           | 7           | 5      | 96        | 9                                  |
| Magdalena Kwaśna                   | Laser Radial femmes | 7      | 28     | 18     | 11     | 15     | 18     | 18     | 13     | 25     | (31)   | Non disputé | Non disputé | EL     | 153       | 17e                                |
| Jolanta Ogar Agnieszka Skrzypulec  | 470 femmes          | 1      | 1      | 2      | 5      | 12     | 1      | 5      | 4      | (15)   | 15     | Non disputé | Non disputé | 4      | 54        | Médaille d'argent, Jeux olympiques |
| Kinga Łoboda Lili Sebesi           | 49er FX femmes      | 8      | 14     | 16     | 8      | 5      | 7      | 18     | 15     | 1      | (20)   | 17          | 19          | EL     | 128       | 15                                 |

### Volley-ball

#### Beach-volley
| Athlètes                     | Compétition      | Tour préliminaire                             | Tour préliminaire                             | Tour préliminaire                          | Tour préliminaire | Repêchage                                   | 1/8e de finale                      | Quarts de finale | Demi-finale      | Finale / 3e place | Rang     |
| Athlètes                     | Compétition      | Adversaire Score                              | Adversaire Score                              | Adversaire Score                           | Rang              | Adversaire Score                            | Adversaire Score                    | Adversaire Score | Adversaire Score | Adversaire Score  | Rang     |
| ---------------------------- | ---------------- | --------------------------------------------- | --------------------------------------------- | ------------------------------------------ | ----------------- | ------------------------------------------- | ----------------------------------- | ---------------- | ---------------- | ----------------- | -------- |
| Michał Bryl Grzegorz Fijałek | Tournoi masculin | Evandro / Schmidt Défaite 19-21, 21-14, 15-17 | M. Grimalt / E. Grimalt Victoire 21-17, 21-18 | El Graoui / Abicha Victoire 21-17, 21-11   | 2e                | -                                           | Nicolai / Lupo Défaite 20-22, 18-21 | Éliminés         | Éliminés         | Éliminés          | Éliminés |
| Piotr Kantor Bartosz Łosiak  | Tournoi masculin | Ishijima / Shiratori Victoire 21-15, 21-14    | Thole / Wickler Défaite 20-22, 16-21          | Nicolai / Lupo Défaite 19-21, 21-17, 10-15 | 3e                | Herrera / Gavira Défaite 29-31, 21-19, 7-15 | Éliminés                            | Éliminés         | Éliminés         | Éliminés          | Éliminés |

#### Volley-ball (indoor)
| Compétition      | Phase de groupe  | Phase de groupe     | Phase de groupe        | Phase de groupe    | Phase de groupe     | Phase de groupe | Quart de finale    | Demi-finale      | Finale / 3e place | Finale / 3e place |
| Compétition      | Adversaire Score | Adversaire Score    | Adversaire Score       | Adversaire Score   | Adversaire Score    | Rang            | Adversaire Score   | Adversaire Score | Adversaire Score  | Rang              |
| ---------------- | ---------------- | ------------------- | ---------------------- | ------------------ | ------------------- | --------------- | ------------------ | ---------------- | ----------------- | ----------------- |
| Tournoi masculin | Iran Défaite 2-3 | Italie Victoire 3-0 | Venezuela Victoire 3-1 | Japon Victoire 3-0 | Canada Victoire 3-0 | 1er             | France Défaite 2-3 | Éliminés         | Éliminés          | Éliminés          |